# Giacomo Pezzotta
Giacomo Pezzotta (Bergamo, 30 gennaio 1922 – Bergamo, 11 giugno 2018) è stato un politico italiano.

## Biografia
Esponente della Democrazia Cristiana, venne eletto per la prima volta nel consiglio comunale della città di Bergamo nel 1964. Nell'ottobre 1966 sostituì il sindaco Fiorenzo Clauser, per motivi di salute, alla carica di primo cittadino. Rieletto successivamente per due mandati, rimase in carica come sindaco del capoluogo bergamasco per oltre 12 anni; si dimise ad aprile 1979 per proporsi alle elezioni politiche dello stesso anno al Senato con la DC, non risultando eletto.
È morto l'11 giugno 2018, all'età di 96 anni.